# منطقة بوكه
منطقة بوكه (بالألبانية:  Rrethi i Pukës) هي واحدة من ستة وثلاثين منطقة تقع في ألبانيا وهي جزء من مقاطعة شكودر.[بحاجة لمصدر]